# Tōhō (Giappone)
Tōhō (東峰村?) è un villaggio giapponese della prefettura di Fukuoka.